# Nova Bréscia
Nova Bréscia é um município brasileiro do estado do Rio Grande do Sul. Possui 3 044 habitantes e 102 994 km², com cerca de 29,56 hab/km². Localiza-se na região intermediária de Santa Cruz do Sul-Lajeado e na região imediata de Encantado.

## História
A colonização do lugar começou em 1895, quando famílias italianas vindo de outros municípios vizinhos, como Bento Gonçalves e Veranópolis se estabeleceram num local próximo, ainda conhecido como Arroio das Pedras, sendo esse considerado o início do povoamento de Nova Bréscia. As primeiras famílias a ali chegarem foram De Maman, Mezacasa, Casaril, Valer e Daroit.
Já o município recebeu seus primeiros colonizadores em 1902, ainda quando distrito de Arroio do Meio e de Encantado. Nessa época, o lugar compunha-se de apenas matas e piquetes, e os comércios mais próximos eram em Encantado. Em 1906, chegaram mais colonizadores, dentre eles as famílias Dall'Oglio, Recco e Magagnin, com fim de explorar a terra através da agricultura, com as principais sendo o trigo, milho e feijão.
Em 1924, chegou à localidade o primeiro médico, Dr. José Lorenzin, e a primeira farmácia do povoamento, e dessa forma os habitantes não tinham mais que ir até Encantado ou Arroio do Meio para obter ajuda e suprimentos médicos. Já na data de 28 de dezembro de 1964, o município emancipou-se de Arroio do Meio e Encantado.
O nome do município é uma homenagem as famílias colonizadoras vindo de Bréscia, cidade italiana. A cidade denomina-se como "nacionalmente conhecida como a terra dos melhores churrasqueiros", e estima que mais de 10 mil brescienses estão espalhados pelo Brasil, muitos deles na atividade de churrascaria.

## Geografia
O território atual do município é de 102,994 km², sendo 2,33 km² urbanizados, com 3.044 habitantes segundo o censo de 2022. Situa-se a 161 km da capital Porto Alegre. O principal acesso é pela RS 425, que liga o município a Encantado. Também há via direta para Capitão e Coqueiro Baixo.
Situa-se na região intermediária de Santa Cruz do Sul-Lajeado e na região imediata de Encantado. Localizada na latitude 29°12'50" sul e na longitude 52°01'40" oeste, Nova Bréscia está a uma altitude de 313 metros.

## Demografia
Segundo o Censo 2022 dos 3.044 habitantes do município, 1.518 se declararam homens, e 1.526 mulheres. Se declararam brancos 2.849 habitantes, 64 se declararam pretos e 130 se declararam pardos. Nenhum habitante se declarou indígena ou amarelo. No Censo 2010, 3.088 pessoas se declararam católicas, sendo 3 ortodoxas e o restante católicos apostólicos romanos. 78 se declararam evangélicas, e quatro sem religião.

## Educação
O município possui uma taxa de escolarização dos 6 aos 14 anos de 99,5%, com 233 matrículas no ensino fundamental, em dois estabelecimentos de ensino, com 18 docentes. Já o ensino médio conta com 60 alunos matriculados em um estabelecimento de ensino com nove docentes.

## Festival da Mentira
O Festival da Mentira de Nova Bréscia tem uma origem curiosa e carrega uma carga simbólica bastante peculiar, sendo um evento que, por si só, já provoca uma reflexão sobre as narrativas, as histórias e as identidades construídas pela comunidade.
A origem do festival remonta ao contexto sociocultural da cidade, que, como muitas pequenas localidades, tem uma forte tradição de festas e celebrações. O Festival da Mentira nasceu como uma forma de satirizar e brincar com a própria construção da história e das "verdades" locais, especialmente em uma cidade como Nova Bréscia, que tem uma identidade muito ligada à imigração italiana e à manutenção de tradições e mitos populares.
O festival começou a ser realizado nos anos 2000, em um contexto de fortalecimento das tradições culturais e o desejo de promover o município com uma pegada irreverente. A ideia era criar uma festa que exaltasse, de maneira humorada e irônica, a maneira como as histórias locais e as tradições poderiam ser exageradas ou "embellished" (embelezadas), criando um evento que não se levasse tão a sério e, ao mesmo tempo, oferecesse um espaço de celebração para a comunidade.
Durante o evento, os moradores e visitantes são incentivados a "mentir" de maneira criativa e bem-humorada. As histórias inventadas podem ser sobre qualquer tema — desde eventos históricos até situações cotidianas — e as mentiras são contadas de forma exagerada, de modo a refletir como as histórias ganham um tom fantasioso com o passar do tempo. O festival também envolve brincadeiras, desfiles e concursos de "mentiras" inventadas.

### Festival da Mentira, Imigração Italiana e a Tradição do Jogo.
No Festival da Mentira de Nova Bréscia, o espírito de engano lúdico e criativo é um elemento central do evento. Assim como "Il Bagato" no baralho italiano, que encarna a ideia de manipulação de percepções, o festival incentiva os participantes a criar e contar mentiras de forma exagerada e criativa, desafiando o público a distinguir o que é real do que é fictício, mas sempre com um toque de humor e leveza. O festival, ao celebrar a mentira, reflete uma espécie de jogo cultural, onde a "enganação" é parte do encanto, muito semelhante ao papel da carta "Il Bagato" em um jogo de cartas, onde as aparências podem ser manipuladas para enganar os oponentes.
A presença de "Il Bagato" como um símbolo da astúcia no jogo de cartas também pode ser vista como uma metáfora para a própria dinâmica social e cultural de Nova Bréscia. O festival da mentira, ao envolver a criação de histórias fictícias, é uma forma de os moradores se expressarem e manterem vivas as tradições de sua origem italiana, que valoriza o jogo, o humor e o senso de comunidade. "Il Bagato", com seu caráter de brincadeira e ilusão, se encaixa bem nesse contexto, pois no festival, todos estão "jogando" o mesmo jogo: criar as mentiras mais criativas e enganosas, mas sempre com uma intenção bem-humorada.
A imigração italiana para o Brasil, especialmente para regiões como Nova Bréscia, trouxe consigo uma rica tradição cultural, e uma das características marcantes dessa cultura é o gosto pelo jogo e pela convivência social em torno dele. O jogo de cartas tem sido uma forma de entretenimento e também de integração social entre as famílias italianas. A troca de histórias, o ato de "enganar" durante um jogo e a busca por risos e diversão se refletiam não apenas nos jogos, mas também nas celebrações comunitárias e nas festas locais, como o próprio Festival da Mentira.
A ideia de "mentir", ou criar histórias inventadas, é algo profundamente enraizado nas tradições orais italianas, onde contadores de histórias (ou "cantastorie") frequentemente exageravam e manipulavam a realidade em suas narrativas. Em Nova Bréscia, com sua forte herança italiana, o Festival da Mentira é uma continuação dessa prática de criar ficções, muitas vezes de maneira exagerada, mas com o objetivo de unir a comunidade e promover o riso.